# Cripta del Museo San Francisco
La cripta del Museo San Francisco es el recinto ubicado en el subsuelo, de la Basílica de San Francisco, en la ciudad de La Paz, Bolivia.
Es parte de lo que fuera en Conjunto Conventual San Francisco que ocupara inicialmente dos manzanos del barrio de San Francisco. En este sitio están depositados los restos de personajes destacados por su importancia en el desarrollo de la historia de Bolivia.

## El recinto
Mide aproximadamente 3 por 2 metros. El único acceso re realiza mediante unas escalinatas que se encuentran frente a retablo principal.
Al final del descenso los primeros restos que se aprecian son los de Diego de Baena y Antipara, ubicado en un promontorio al lado izquierdo de las escaleras y frente a la entrada a la Cripta. Baena, rico minero y principal impulsor de la refundación de la iglesia (1743), donó 600 monedas de oro para la reconstrucción del retablo mayor de la catedral. La administración de entonces aceptó la donación, por lo que sus restos aún yacen en el lugar.
Frente de la entrada principal, presidiendo las urnas mortuorias, se encuentra la virgen del Carmen.

## Las urnas
A los lados se encuentran los restos de trece personajes que participaron en las revoluciones previas a la independencia boliviana, como las batallas posteriores.
Las urnas dentro de la cripta están dispuestas en el siguiente orden:
- Otto Phillip Braun, quien durante la guerra de independencia boliviana enseñó el manejo de las armas al grupo de nacionales.
- José Ballivián Segurola, capitán de los ejércitos bolivianos durante al Batalla de Ingavi, y expresidente de Bolivia.
- Eduardo Abaroa, que participó de la Guerra del Pacífico y de quién en la urna no yacen sus restos, sino arena de mar que fue entregada por el ejército chileno en su homenaje, según se lee en al leyenda inscrita.  Su urna está resguardada a cada lado por la Virgen del Carmen y la Virgen Dolorosa.
- Los miembros de la Junta Tuitiva de 1809 y de la revolución paceña de ese mismo año,  a quienes ejecutaron el 29 de enero de 1810, están ordenados de la siguiente forma: Mariano Graneros, Buenaventura Bueno, Basilio Catacora, Apolinar Jaén, Juan Bautista Sagárnaga, Pedro Domingo Murillo, Gregorio Ballivián, Manuel Victorio Ballivián Lanza, Juan Antonio Figueroa y Melchor Jiménez.

La cabeza de Pedro Domingo Murillo, que después de ser ahorcado fue decapitado,  fue trasladada a lo que hoy es la zona Faro Murillo en El Alto, de donde su hija, Tomasita, la recogió para enterrarla junto al resto de su cuerpo. En la actualidad, la cabeza y el cuerpo yacen cremados juntos dentro de la urna al interior de la cripta.